# Bruno Nöckler
Bruno Nöckler (* 6. Oktober 1956 in Prettau, Südtirol; † 17. August 1982 in Ohakune, Neuseeland) war ein italienischer Skirennläufer. Er nahm an den Olympischen Winterspielen 1980 in Lake Placid teil und erreichte zwei Podestplätze im Weltcup. Er war auf die technischen Disziplinen Riesenslalom und Slalom spezialisiert.

## Biografie
Der aus dem hinteren Ahrntal stammende Bruno Nöckler fuhr am 15. Dezember 1975 als Sechster im Weltcup-Slalom von Sterzing erstmals in die Punkteränge. Mit weiteren Platzierungen unter den besten zehn etablierte er sich in der Weltspitze und gehörte in den folgenden Jahren zu den beständigsten Technikspezialisten im Weltcup. Am 27. Februar 1977 gelang ihm in Furano mit Rang drei hinter Klaus Heidegger und Ingemar Stenmark sein erster Podestplatz. Am Ende der Saison belegte er im nur zum Nationencup zählenden Parallelslalom in der Sierra Nevada hinter den Österreichern Manfred Brunner und Heidegger erneut den dritten Rang.
In den folgenden Wintern verlagerte sich sein Leistungsschwerpunkt zunehmend in Richtung Riesenslalom. Mit konstanten Ergebnissen in den Top 10 qualifizierte er sich für die Weltmeisterschaft 1978 in Garmisch-Partenkirchen, wo er den Riesenslalom auf Rang zehn abschloss. Im prestigeträchtigen Slalom auf dem Kitzbüheler Ganslernhang gelangen ihm 1979 ein neunter und 1980 sogar ein fünfter Platz. Bei den Olympischen Spielen in Lake Placid trennten ihn als Riesenslalom-Sechsten 0,44 Sekunden von der Bronzemedaille. Im Slalom schied er im ersten Durchgang aus. Durch das neue FIS-Reglement landete er noch öfter in den Punkterängen und absolvierte 1980/81 seine erfolgreichste Saison: Fast vier Jahre nach seinem ersten Podestplatz wurde er im Riesenslalom von Voss hinter Stenmark und Alexander Schirow ein zweites Mal Dritter. Dazu kamen acht weitere Platzierungen unter den besten zehn. Nöckler beendete die Saison als Siebenter der Disziplinenwertung sowie auf Rang 16 im Gesamtweltcup. Er krönte den Winter mit seinem ersten und einzigen Staatsmeistertitel im Slalom, indem er sich gegen Paolo De Chiesa durchsetzte.
In der Saison 1981/82 ließen seine Ergebnisse ein wenig nach. Bis Februar klassierte er sich zweimal unter den besten zehn und erfüllte damit die Norm für die Teilnahme an den Weltmeisterschaften 1982 in Schladming. Im Riesenslalom erreichte er als Fünfter – 0,38 Sekunden hinter der Bronzemedaille – sein bestes Resultat bei einem Großereignis. Zudem wurde er Neunter in der Kombination, die erstmals in einem neuen Modus ausgetragen wurde.

### Unfalltod

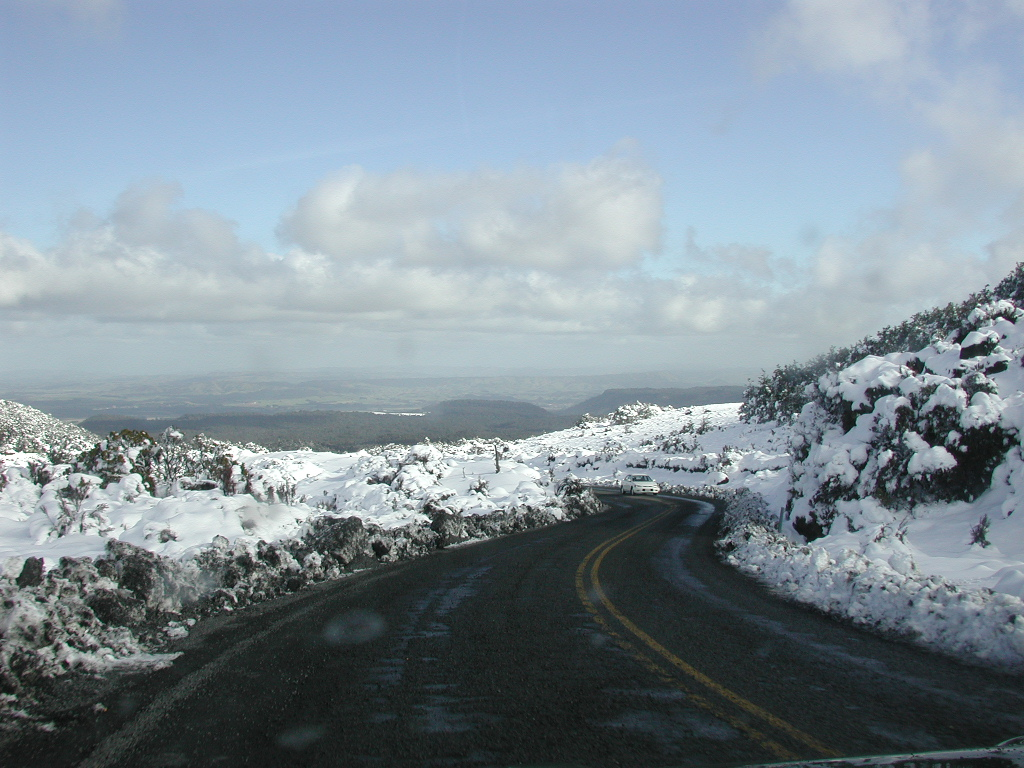
Ohakune Mountain Road im August

Im August 1982 hielt sich die italienische Mannschaft zu Trainingszwecken in Neuseeland auf. Während des Aufenthalts am Mount Hutt konnte Nöckler mit zwei Siegen in FIS-Riesenslaloms überzeugen. Aufgrund schneearmer Verhältnisse in Australien wechselte das Team danach nicht, wie geplant, dorthin, sondern auf die neuseeländische Nordinsel.
Am 17. August kollidierte der Kleinbus der Italiener bei Ohakune am Südhang des Mount Ruapehu frontal mit einem entgegenkommenden PKW, in dem eine fünfköpfige Familie saß. Bruno Nöckler sowie die Trainer/Betreuer Ilario Pegorari und Karl Pichler waren auf der Stelle tot. Der Masseur Ivano Ruzza und der Fahrer des PKW wurden mit schweren Verletzungen in ein Krankenhaus eingeliefert, Ruzza verstarb später daran. Lediglich der 17-jährige Nachwuchsläufer Carlo Gerosa kam mit leichten Verletzungen davon. Am Morgen des folgenden Tages verständigte Cheftrainer Sepp Messner den Präsidenten des italienischen Skiverbandes, Arrigo Gattai, telefonisch über den tödlichen Verkehrsunfall im Tongariro-Nationalpark.
Der Rennrodler und Olympiamedaillengewinner Siegfried Mair, der 1977 ebenfalls bei einem Autounfall ums Leben gekommen war, war Bruno Nöcklers Schwager.

## Erfolge

### Olympische Spiele
- Lake Placid 1980: 6. Riesenslalom

### Weltmeisterschaften
- Garmisch-Partenkirchen 1978: 10. Riesenslalom
- Lake Placid 1980 : 6. Riesenslalom
- Schladming 1982: 5. Riesenslalom, 9. Kombination

### Weltcup
- 29 Platzierungen unter den besten zehn, davon 2 Podestplätze

### Weltcupwertungen
| Saison  | Gesamt | Gesamt | Riesenslalom | Riesenslalom | Slalom | Slalom |
| Saison  | Platz  | Punkte | Platz        | Punkte       | Platz  | Punkte |
| ------- | ------ | ------ | ------------ | ------------ | ------ | ------ |
| 1975/76 | 35.    | 13     | –            | –            | 12.    | 13     |
| 1976/77 | 22.    | 40     | 16.          | 17           | 13.    | 24     |
| 1977/78 | 42.    | 10     | 15.          | 7            | 24.    | 3      |
| 1978/79 | 96.    | 2      | –            | –            | 48.    | 2      |
| 1979/80 | 27.    | 42     | 13.          | 32           | 24.    | 12     |
| 1980/81 | 16.    | 79     | 7.           | 56           | 19.    | 23     |
| 1981/82 | 37.    | 37     | 16.          | 24           | 23.    | 14     |

### Weitere Erfolge
- italienischer Meister im Slalom 1981
- Dritter Platz im Parallelslalom in der Sierra Nevada 1977
- Siege in FIS-Rennen